# Otto Baring
Albert Philipp Otto Baring (* 17. Oktober 1806; † 3. März 1867 in Hannover) war ein deutscher Arzt und Geburtshelfer im Königreich Hannover. Er war außerdem Mitglied des Landes-Medizinalkollegiums des Königreiches Hannover im Rang und mit Titel eines Geheimen Obermedizinalrates.

## Familie
Otto Baring entstammte der Hannoverschen Linie der Baring-Familie. Er war das siebte Kind des Kanzlei- und Landesökonomierates Albrecht Friedrich Georg Baring und Amalie geb. Scheele (1773–1824), Tochter des wohlhabenden königlichen Kämmerers und späteren Berghandlungskommissars Scheele. Baring hatte sieben Geschwister.
Er heiratete 1842 in Göttingen Auguste geb. Deichmann (1808–1893), Witwe des Sekretärs der Hannoverschen Geheimen Kanzlei zu London und späteren Rentiers Goltermann. Das Paar hatte keine Kinder.

## Leben und Wirken
Baring wurde in Rethmar durch den dortigen Pastor Ebbeke konfirmiert. Danach besuchte er die Hohe Schule zu Hannover und studierte ab 1825 an der Universität Göttingen Humanmedizin, wo er 1830 zum Doktor der Medizin mit einer 1833 veröffentlichten Schrift über Schwammbildungen im menschlichen Körper promoviert wurde.
Nach seinem medizinischen Staatsexamen wurde Baring zuerst Assistenz-Wundarzt im Garde-Husarenregiment in Hannover. Als das Regiment nach Verden verlegt wurde, nahm Baring als königlicher Militärarzt seinen Abschied aus der hannoverschen Armee. 1837 wurde er zum Hofchirurgen und Leibarzt des Königs Ernst August von Hannover berufen. Wenig später erhielt er vom König den Titel „Königlicher Leibmedicus und Stabsarzt“. 1841 wurde Baring durch die Verleihung des Guelphen-Ordens in den persönlichen Adelsstand erhoben. Bis zum Tod des Königs im gleichen Jahr war er auch dessen Berater.
Baring war Mitglied des Landes-Medizinalkollegiums des Königreiches Hannover im Rang und mit Titel eines Geheimen Obermedizinalrates. Er war ein Verfechter natürlicher Heilmittel. Von ihm überliefert ist sein Spruch: „Vor jeder Kamille sollte man den Hut abnehmen!“. Baring gilt als der Reorganisator des hannoverschen Militär-Sanitätswesens.
Baring stand auch im Briefwechsel mit den Brüdern Grimm. Außerdem empfing er in seinem Haus u. a. Königin Marie von Hannover sowie den Kronprinzen und späteren Herzog von Cumberland Ernst August.
Barings gleichnamiger Neffe und späterer königlicher Rechnungsrat Otto Baring (* 1854) schenkte aus seiner Sammlung dem Vaterländischen Museum zu Hannover eine goldene Dose mit blauer Emaille, die Baring von König Georg V. erhalten hatte. Diese trägt die Widmung: „König Georg V. dem Leibmedicus Dr. Baring zur Erinnerung an König Ernst August“. Aus der gleichen Sammlung erhielt das Museum eine weitere goldene Dose mit der Inschrift „A. Kielmannsegge seinem Freunde O. Baring 1864“, ein Geschenk des Grafen Adolph von Kielmannsegg, außerordentlicher hannoverscher Gesandter und bevollmächtigter Minister am Königshof in Großbritannien.

## Auszeichnungen (Auswahl)
- Ritterkreuz des Guelphen-Ordens (1841)[7]
- Roter Adlerorden 3. Klasse (1842)[8]
- Ehrenkleinkreuz des Oldenburgischen Haus- und Verdienstordens (1845)
- Kommandeurskreuz des Guelphen-Ordens (1851)
- Sachsen-Ernestinischer Hausorden 4. Klasse
- Preußischer Roter-Adler-Orden 2. Klasse
- Oldenburgischer Hausorden 3. Klasse

## Schriften
- Über den Markschwamm der Hoden. Dieterich, Göttingen 1833. (Digitalisat, Bayerische Staatsbibliothek)